# Elizabeth Chai Vasarhelyi
Elizabeth Chai Vasarhelyi, född 1979, är en amerikansk filmregissör. I samarbete med sin make 
Jimmy Chin har hon gjort dokumentärfilmerna Meru (2015) och Free Solo (2018). Free Solo, som följer bergsklättraren Alex Honnold, vann pris för bästa dokumentär vid 2019 års Oscarsgala.
På egen hand har Chai Vasarhelyi bland annat stått bakom filmen Youssou N'Dour: I Bring What I Love (2008) om den senegalesiske sångaren Youssou N'Dour.